# Jan Sahara Hedl
Jan „Sahara“ Hedl, někdy zkráceně pouze Sahara (* 9. ledna 1957, Praha) je český zpěvák, textař a písničkář, někdejší člen skupin Precedens či Duševní hrob. Sám vydal několik sólových alb, z nichž se s největším úspěchem setkalo třetí album, Matka zebra.
Od dětství hrál na klavír a později studoval výtvarnou činnost na Střední uměleckoprůmyslové škole v Praze, kde se potkal s Martinem Němcem. Spolu s ním založil Duševní hrob a nedlouho poté pak Precedens. Hedl ze skupiny odešel v roce 1984. O deset let později vydal své první sólové album nazvané Tajnej svatej a hned v následujícím roce se opět spojil s kapelou Precedens a za jejího doprovodu nahrál album Šílené pondělí. Jeho posledním sólovým albem je Matka zebra z roku 2001. V roce 2014 začal spolupracovat se zpěvačkou Blankou Šrůmovou, s níž v září roku 2015 založil skupinu Něžná noc. Dále je také autorem textů k muzikálům Excalibur (2003) a Obraz Doriana Graye (2006). Rovněž je autorem několika textů pro Luboše Pospíšila.

## Diskografie

### Sólová alba
- Tajnej svatej (1994)
- Šílené pondělí (1995)
- Matka zebra (2001)

### Něžná noc
- Neměj strach (2016)
- Tak se věci mají (2018)
- Hrajem si, hrajem (2024)